# رولاند الكسندر
رولاند الكسندر (بالإنجليزية: Roland Alexander)‏ هو عازف ساكسفون وعازف بيانو أمريكي، ولد في 25 سبتمبر 1935 في بوسطن في الولايات المتحدة، وتوفي في 14 يونيو 2006.

## وصلات خارجية
- رولاند الكسندر على موقع ميوزك برينز (الإنجليزية)
- رولاند الكسندر على موقع أول ميوزيك (الإنجليزية)
- رولاند الكسندر على موقع ديسكوغز (الإنجليزية)